# Blenina metanyctea
Blenina metanyctea är en fjärilsart som beskrevs av George Francis Hampson 1905. Blenina metanyctea ingår i släktet Blenina och familjen trågspinnare. Inga underarter finns listade i Catalogue of Life.